# Badminton-Weltmeisterschaft für Behinderte
Badminton-Weltmeisterschaften für Behinderte (auch Parabadminton-Weltmeisterschaft genannt) werden seit den 1990er Jahren ausgetragen. Austragungen im deutschsprachigen Raum waren im Jahr 2000 die zweite Parabadminton-WM in Borken, 2013 die neunte in Dortmund, und 2019 die zwölfte in Basel.

## Austragungsorte
| Jahr | Nr.  | Gastgeber        | Datum                                            |
| ---- | ---- | ---------------- | ------------------------------------------------ |
| 1998 | I    | Amersfoort       |                                                  |
| 2000 | II   | Borken           | 8. bis 11. Juni                                  |
| 2001 | III  | Córdoba          | 6. bis 11. Juni                                  |
| 2003 | IV   | Cardiff          | 5. bis 8. Juni                                   |
| 2005 | V    | Hsinchu, Taiwan  | 27. Oktober bis 1. November                      |
| 2007 | VI   | Bangkok          | 27. Oktober bis 3. November                      |
| 2009 | VII  | Seoul            | 8. bis 12. September                             |
| 2011 | VIII | Guatemala-Stadt  | 22. bis 26. November                             |
| 2013 | IX   | Dortmund         | 7. bis 10. November                              |
| 2015 | X    | Stoke Mandeville | 10. bis 13. September                            |
| 2017 | XI   | Ulsan, Südkorea  | 22. bis 26. November                             |
| 2019 | XII  | Basel            | 20. bis 25. August                               |
| 2022 | XIII | Tokio            | 1. bis 6. November (verschoben von Oktober 2021) |
| 2024 | XIV  | Thailand         | 20. bis 25. Februar                              |